# 2024年2月澳門
2024年2月澳門是指澳門在2024年2月發生的重大新聞事件。

## 2月1日
- 公共資產監督規劃辦公室升格為公共資產監督管理局；個人資料保護辦公室升格為個人資料保護局[1]。公共資產監督管理局局長陳海帆和副局長廖志漢宣誓就職，其中陳海帆以兼任方式擔任，任期至2024年12月19日止。另外，個人資料保護局局長楊崇蔚和副局長何永剛同日宣誓就職，任期為期一年[2]。
- 金融情報辦公室正式併入警察總局[3][4]。
- 第2/2024號法律《汽車登記制度》生效，機動車的擁有權登記全面電子化。居民可以透過“一戶通”或“商社通”辦理有關服務[5]。
- 澳門中聯辦舉行新春酒會辭舊迎新。行政長官賀一誠表明，特區政府將要以更大作為，堅定維護國家安全和發展利益，全力守護本澳社會穩定和長治久安的良好局面。國務院港澳辦副主任兼中聯辦主任鄭新聰也致辭指2024年對澳門具有特殊重要意義，著與會人士要以龍騰四海的志氣、生龍活虎的幹勁，廣泛凝聚社會正能量，支持特首與政府依法施政，把握新方位和機遇，實現澳各項事業新發展。[6]
- 澳氹第四條跨海大橋北主橋於當天凌晨順利合攏[7]。
- 博彩監察協調局公佈2024年1月賭收為193.37億元，恢復至2019年同期77%，為疫後單月第二高[8]。
- 澳門城市大學與教育及青年發展局簽署《澳門城市大學申請土地發展意向書》，向澳門特別行政區政府申請批給土地，並將承諾自資興建新校舍，在完成遷入新校舍後將向澳門特區政府交還城大氹仔校區內的所有設施[9]。

## 2月2日
- 政府跨部門聯同氹仔坊會於官也街附近一帶於大年初一至初九（2月10日至18日）的每天12時至19時，於氹仔告利雅施利華街至飛能便度街一段路設置為「氹仔舊城區臨時行人專用區」，提前為該區新年交通與人流做好準備，冀可讓到區內居民遊客有更好、舒適和安全的體驗，期間多條途經官也街一帶的巴士路線改道行駛[10]。旅遊局預料春節黃金週八天假期期間，預料日均入境旅客量將達12萬人次，酒店入住率將達至九成[11]。
- 民航局為應付春運期間的航空運輸要求，審批134個加班和包機航班，來往澳門與中國大陸、台灣、泰國、越南、帛琉和柬埔寨[12]。
- 交通事務局公佈2023年兩巴日均載客超過59萬人次，接載乘客超過2.1億人次：2024年1月的日均載客量超過2019年同期水平，當局已協調兩巴及六間休閑企業，做好春節期間的發車安排[13]。至於的士收費調整方案方面，除起錶價由19元增至21元、跳錶和乘客停車等候跳錶收費都有調整，另部份口岸的附加費亦會由5元增至8元，但當局強調目前仍在研究階段，若調整亦需要一定的行政程序，故未有落實執行時間表[14]。
- 澳門特別行政區行政會完成討論《1976年至1993年公布的若干法律及法令的適應化及整合》法律草案，將送交立法會審議[15]。《食品中食品添加劑使用標準》行政法規將於同年5月生效，法規除整合並更新之前三份法規的現有標準外，亦涵蓋本地食品中常見的食品添加劑，將種類擴大至約四百種，並新增數千項食品添加劑組合及其相應的最大使用量指標[16]。
- 首批約2,000隻即日屠宰即日銷售的中國大陸“生鮮雞”正式供澳，每隻“生鮮雞”須佩有標示屠宰日期及時間的鼻環，外包裝上印有產品資訊、屠宰日期及時間等，且須貯存及展示於冷藏櫃內[17]。
- 澳門大學連接橫琴口岸通道橋行人專道正式開放使用[18]。

## 2月3日
- 珠機城際鐵路二期珠海長隆站至珠海機場站正式開通，金海大橋亦於同日正式通車,，從橫琴到珠海機場無論駕車或乘搭城際列車全程均僅需15分鐘。一期工程在橫琴站與橫琴口岸新旅檢區域銜接，並預留對接澳門輕軌，實現珠澳互聯互通[19]。
- 作為國家文旅部面向海外舉辦的重要文化品牌活動，2024“歡樂春節”啟動儀式暨“歡樂春節 · 春滿濠江”音樂會於大三巴牌坊舉行並錄製[20]。
- “生態島”選址爭議持續，但政府跨部門指出早前已委託科研機構對生態島選址進行前期研究，經比對多個方案後，位於路環以南的選址之可行性為最佳[21]。多名本地環保人士和學者均分別對中華白海豚生態受破壞表達關注，認為興建“生態島”海洋生態將被嚴重破壞、鄰近海域水質亦會受污染，將直接對影響白海豚的健康，甚至令牠們從澳門海域消失[22]。

## 2月4日
- 新城A區西側道路正式開通，車輛離開珠澳口岸人工島進入澳門半島，由豚城大馬路後繞過濠江圓形地使用西側道路。連接黑沙環的A區馬萬祺博士大馬路則擴闊了路面，並改爲往豚城大馬路單向行車[23]。新城A區共同管道附屬系統設計、供應及安裝服務已於2月2日舉行動工儀式[24]。

## 2月5日
- 《澳門特別行政區公報》刊出第19/2024號行政長官批示，以例外情況豁免多間股份有限公司繳納有關娛樂場幸運博彩或其他方式的博彩經營所生利潤的所得補充稅[25]。
- 修改《道路交通法》法案正式進入澳門立法會作出「引介」，運輸工務司長羅立文強調，法案主要是新引入「扣分制」，而每個人對此或都會有不同看法，政府對其持最開放態度，在小組會爭取最大共識，料最終版本或有很大出入[26]。在安排一般性審議的《經濟房屋及夾心房屋的樓宇獨立單位的移轉制度》法案中，引起多位議員存疑、官員回應未能釋疑下，最終決定押後議程，擇日再議再表決[27]。

## 2月6日
- 政府跨部門做好應對訪澳旅客增加，治安警察局預料大年初三為出入境高峰，同時確保市面秩序及交通安全包括加派警員於熱門景點巡邏，期間將加強打擊的士違規及行人違規過路等處罰；澳門海關預料港車來澳將增多，當大橋澳門口岸東停車場飽和前，將配合交通部門實施泊車預約；澳門旅遊局呼籲旅行團應避免取道西墳馬路，改走瘋堂斜巷等，減少對景點周邊交通和社區影響等[28]。
- 對於網傳澳門輕軌於年三十晚通宵行駛，交通事務局表示暫未有相關訊息，並已向輕軌公司提出農曆新年期間增加班次，同時因應新春期間旅客和市民的出行需求，已要求兩間巴士公司與各間博企增加旗下公共巴士與酒店穿梭巴士班次、口岸站點做好排隊設施管理，以及準備足夠支援車應對突發情況等，亦呼籲市民旅客應該盡量選用公共交通工具，提前規劃行程，並錯峰出行[29]。
- 5日凌晨時分，有市民在社交媒體上載西灣大橋的夜間片段，題為「終於西灣橋維修完？光效果拍得住珠海！」。西灣大橋主塔本身的燈飾之前純是燈色；最新片段顯示，已經改為多色閃動。6日傍晚時分主塔的燈飾「正常」亮起且維持是燈色，未見多色閃動。未知是否當局見到網上反彈遂即時叫停多色閃動，或是多色閃動僅在的「特別日子」才會亮相並是否進行測試？[30]

## 2月7日
- 澳門輕軌股份有限公司宣佈於春節除夕首度通宵行駛，並於澳門農曆新年煙花表演舉行期間延長服務時間至23:59，同時公佈氹仔線「列車出發時刻表」及推出「輕軌通」增值優惠[31]。
- 西墳馬路市政署大廈一宗雙屍案，一對老年及中年的母女被發現死去超過一年，已呈白骨化和風乾。司警初步調查沒有可疑，確實死因有待法醫檢驗確定[32]。
- 中區社區服務諮詢委員認為，舉辦大型活動要平衡居民生活、避免擾民，並指有官方活動對世遺大三巴牌坊造成的負面影響，有委員批評文化局在批准活動和架設器材前實未有全面考慮對牌坊造成的負面影響，另建議當局在辦大型活動前應全面審視該區承載力，直接諮詢居民、聆聽民意，妥善安排，避免擾民[33]。

## 2月8日
- 交通事務局通過澳門的士收費調整，已獲行政長官核准並頒布第23/2024號行政長官批示，自當天0時起實施[34]。
- 澳門立法會直選議員林宇滔透露，在市政署的相關報告中，白海豚分布的位置與當局近日的說法有所出入，報告亦有建議本地劃定海洋生態保護區的範圍，但有關資訊從未公布。他也批評市政署與研究單位協議的條款妨礙公眾知情權[35]。

## 2月9日
- 行政長官賀一誠到訪於塔石廣場舉行的澳門農曆春節年宵市場，幾乎逐一巡視所有攤檔，向在場的檔主打招呼及送上祝福。並與多個檔主交流，了解經營及貨品銷情，亦有與檔主及現場居民合影及握手，吸引大批居民圍觀[36]。其後先後參觀澳門半島及氹仔爆竹燃放區，了解爆竹燃放區攤檔經營情況，並向檔主致以新春祝福[37]。對於是否連任仍在考慮中[38]。
- 一名在澳就讀大學的中國大陸女學生被騙徒“改劇本”，要求來澳攻讀大學的內地女事主親身赴東南亞“出庭作證”，事主信以為真以“出國留學”為由向父母索款150萬人民幣，轉帳至指定帳戶後隨即親赴東南亞，最終懷疑被人綁架，幸在國際刑警及當地警方協助下獲救[39]。
- 一名40多歲菲律賓籍籍女傭於當天下午2時許在近永寧廣場第四座墜樓，送院搶救後證實不治。司警接報到場跟進，經初步檢驗屍身未見可疑傷痕，暫列作屍體發現案處理[40]。

## 2月10日
- 踏入大年初一，澳門旅遊局在大三巴牌坊及議事亭前地舉行龍騰舞躍賀新春巡遊匯演，於多個主要景區巡遊展現朝氣，寓意澳門新一年祥龍獻瑞，百業興旺[41]。
- 大年初一全日超過43萬人次出入境澳門，當中入境旅客超過12萬人次，大三巴一帶於當天下午實施人潮管制措施4.5小時[42]。
- “農曆新年氹仔舊城區臨時行人專用區”正式啟用，行人普遍樂見政府安排。有遊客形容專用區“超方便”，可放心步行和拍照，不用擔心車輛從狹窄的行人道旁邊經過，相對安全。有居民認為，封路時間不長，對出行影響尚可接受。另有食肆認同措施能帶動生意[43]。

## 2月11日
- 大年初二，大三巴牌坊一帶迫滿旅客，警方連續第二日實施人潮管制近六小時，各口岸錄得16.3萬人次旅客入境[44]。澳門旅遊局公佈年初一入境旅客有12.13萬多人次，恢復疫情前八成六[45]。

## 2月12日
- 行政長官賀一誠等官員到訪氹仔官也街及舊城區臨時行人專用區，在與旅遊業界代表交流時提到，會與中央商討可否安排來澳旅行團在橫琴粵澳深度合作區住宿，前提是要解決證件多次往來的問題[46]。多名官員包括保安司官員到各出入境口岸視察通關、出入境車道運作、分流和便民措施的安排及關檢運作情況[47]；交通事務局局長林衍新走訪兩巴總站及多個站點，慰問堅守在一線保駕護航前線員工，同時了解新春營運安排和客流應對措施[48]。
- 首場澳門農曆新年花車巡遊匯演舉行，行政長官賀一誠等多位經濟財政司及轄下主要官員出席主禮。以“騰龍運鑽歡樂春節”為主題，15輛滿載福運花車及30支表演隊伍，約1,000位表演者傾力演出，包括來自中國大陸、香港、澳門以及世界多國的表演隊伍，為觀眾呈現豐富精彩的表演，共慶新春及澳門特區成立25周年；花車匯演後舉行首場澳門農曆新年煙花表演[49][50]。
- 大年初三進出旅客超過42萬人次，高於年初一和年初二，關閘的士站、發財巴現人龍，旅遊區人流如鯽，警方在大三巴、新馬路一帶實施人潮管制並擴路疏流，達至人車安全，有旅客慨歎澳門幾乎被“擠爆”。橫琴口岸澳門口岸區離境通道曾人流擠擁，治安警一度實施人潮管制措施[51]。拱北邊檢表示，拱北口岸廣場風雨廊出口和入口處上午分別採取人潮管制措施，潮水式逐段放行人流；港珠澳大橋珠海公路口岸、青茂口岸、橫琴口岸和灣仔口岸均出現不同程度客流高峰，其中橫琴口岸出境人龍一直延伸到大樓室外“打蛇餅”輪候[52]。

## 2月14日
- 行政長官賀一誠視察六個歷史片區，對於新春黃金周首三日錄得逾50萬入境旅客，被問到如何評價客流及承載力時表示，暫時仍未可評價，指日均旅客數字有所增加，在春節過後會檢討，並思考如何增加景點吸引及分流旅客[53]。賀一誠認為六個片區活化一定要給予時間培育，“唔會一做即刻會旺”，其中益隆炮竹廠是最好的活化示範，路環方面會做好詳細規劃[54]。
- 正月初四來澳旅客高峰持續，“大軍”接踵而至，大三巴及新馬路再被“逼爆”。警方連續第四日實施人潮管制，大三巴及新馬路中午及下午採取臨時措施，至晚上7時許所有管制取消；至於全日出入境總數為67.7萬人次，入境旅客近21萬人次[55]。

## 2月15日
- 截至當天21時，治安警察局錄得19.3萬人次入境澳門。正月初五，中國大陸「春節黃金周」仍未完結，大量旅客繼續來澳，大三巴牌坊及新馬路等多處道路實施人潮管制措施或封路分流措施。澳門旅遊局更表示有信心新春旅客可以突破100萬人次；行政長官賀一誠被傳媒問到旅客承載力問題，他表示會作檢討以及開發新景點作分流；有中國大陸旅客指人多影響旅遊意欲，決定提前離澳或放棄原有行程，改去其他景點避人流[56]。另一邊廂，北區如祐漢及黑沙環一帶的店舖普遍客人稀少，街道也顯得較為冷清，由於上述地區屬民生區，很多店舖選擇在大年初六、初八或初十才營業，區內的人流與澳氹旅遊區的人流形成強烈對比，除部分“網紅”食店現排隊人龍，其他店舖如旅客較喜歡“幫襯”的藥房相對於旅遊區而言，也顯得門庭冷落[57]。
- 行政長官賀一誠視察於年內落成的新城A區公共房屋群及慕拉士社屋，瞭解各項目的最新工程進度，並為新年期間留守工地工作的工程人員作出鼓勵，陪同巡視的還有運輸工務司司長羅立文、房屋局局長任利凌、公共建設局局長林煒浩等[58]。
- 美高梅中國公佈2023年第四季度以及全年業績，全年淨收入錄得247億港元，按年增長近3.7倍，較2019年增加9%。經調整EBITDA轉虧為盈至72 億港元，創歷史新高，為2019年的117%[59]。
- 澳氹兩處的爆竹燃放區結束開放，有攤主慨嘆稱，以往情人節是煙花攤檔的傳統旺季，但生意卻異常淡靜，大失所望，直指虧損嚴重[60]。

- 公共建設局已經直接判出「澳門輕軌澳氹東線之行車系統」，價格為36.57億元，由「三菱重工-得寶-豪進」合作經營，臨時接收期限為2029年5月31日[61]。
- 統計暨普查局資料顯示，2023年全澳住宅單位每平方米實用面積平均租金為131元（澳門元，下同），按年下跌3.0%，與2019年比較跌幅為19.6%，顯示疫情對住宅租金有較大的影響[62]。
- 正月初六繼續有大量中國大陸旅客訪澳，繼續逼爆多個主要遊遊景點，多處繼續實施人潮管制；截至當天21時，錄得17.2萬人次旅客入境[63]。

## 2月16日
- 春節假期期間政府跨部門緊密聯繫，共同發揮協同效能，確保旅客和居民通關安全、有序和順暢。出入境人次及入境旅客人次顯著增加，其中年初三港珠澳大橋澳門口岸和橫琴口岸出入境事務站的出入境人次創有紀錄以來的新高，分別為13萬1千人次和8萬2千人次[64]。
- 澳門的士司機總工會表示，近年的士司機近年違規情況大幅減少，主因是自新《的士法》生效後，由於車載機及車廂監控、錄音，對行車紀錄，司機與乘客對話等都有紀錄可查核；根據治安警察局數據顯示，2023全年涉及的士違規個案有588宗[65]。

## 2月17日
- 橫琴粵澳深度合作區城市規劃和建設局發佈《關於橫琴粵澳深度合作區“二線”通道人員及車輛出島方式的通告》，並於同年3月1日起實行。按照通告，車輛通行時，未被抽檢的車輛可直接出島。倘被抽檢，小客車、出租車、網約車、非報關貨車需按指引進入查驗場，經查驗後出島；中大型客車、旅遊大巴在車輛落客後，經查驗場查驗並候客，乘客攜帶行李物品步行經出島大廳後，上車出島[66]。
- 根據警方資料，正月初八共60.07萬人次出入境，當中入境旅客約12.5萬人次；結合澳門旅遊局數據中國大陸春節黃金周訪澳旅客近136萬人次，大三巴牌坊一帶連續多天實施人潮管制措施[67]。

## 2月18日
- 涉及李燦烽貪污案被判監5年半的商人關偉霖向終審法院提起人身保護令措施的申請，被終審法院駁回，理由是初級法院法官已基於“無論終審法院對上訴作出任何決定，也不會降低現中級法院的量刑”而作出刑期計算批示並交由刑事起訴法庭開立徒刑執行卷宗，而中級法院亦隨後作出批示，基於申請人已開始服刑而宣告羈押的強制措施消滅。上訴人並沒有針對這兩個批示提出質疑，因此聲請人的羈押狀態已終止，目前已開始服刑，故其所提出的人身保護令請求的前提和理由不能成立[68]。
- 澳門特別行政區政府公佈2月10日至17日春節假期旅客初步統計資料，入境旅客接近136萬人次，並於正月初三（2月12日）創下有單日統計以來的第二高記錄；日均接近17萬人次，較去年春節黃金周日均上升超過1.6倍，並恢復近2019年春節黃金周日均水準；酒店業場所平均入住率達9成5，相關數據反映旅客恢復勢頭良好[69]。
- 為期九天的「農曆新年氹仔舊城區臨時行人專用區」已結束，離島工商業聯會指措施有效疏導官也街人流，估計行人區兩旁的商戶生意較平日多兩至三倍，有商戶希望週六日和節假日再實施行人專區，但必須聽取居民意見和平衡出行，並又感謝區內居民的包容[70]。
- 深合區執行委員會、拱北海關印發《關於允許澳門居民攜帶相關動植物產品進入橫琴粵澳深度合作區的公告》，明確允許符合條件的澳門居民攜帶熟肉（含臟器類）及其製品、新鮮蔬果和鮮切花等特定動植物產品，在深合區封關運行後經口岸進入深合區，以便利本澳居民在深合區學習、就業、創業、生活[71]。

## 2月19日
- 橫琴粵澳深度合作區執行委員會、廣東省人民政府橫琴粵澳深度合作區工作辦公室舉行橫琴粵澳深度合作區分線管理封關運行新聞發布會。廣東省委橫琴工委委員、深合區執委會副主任符永革表示，各項軟硬體均已基本具備正式封關運行的條件[72]。
- 市政署及澳門海關宣佈，自3月1日起，在橫琴粵澳深度合作區學習、就業、創業或生活，且已納入“允許澳門居民攜帶相關動植物產品進入橫琴粵澳深度合作區的適用人員名單庫”（“適用人員名單庫”）的澳門居民，可攜帶供其本人自用，且符合特定種類及數量的食品及鮮花等動植物產品經橫琴口岸返回澳門，無需申請進口准照或作出相關申報。而對於已被納入上述“適用人員名單庫”的寵物犬貓所有人，若名下的犬貓已在市政署植入電子晶片，只需持有市政署簽發的“犬貓國際防疫注射證書”和有效“往返深合區簽注”，亦可攜同符合免檢條件的寵物犬貓經橫琴口岸返澳。上述通關檢疫便利措施及新安排，將稍後透過行政長官批示方式頒布[73]。
- 行政長官賀一誠出席澳門中華總商會甲辰年春茗致辭時表示，2023年全年入境旅客大幅回升增至2,800萬人次，回復至2019年同期的七成以上，社會重現生機活力。2024年將會持續推動澳門各項事業全面發展，編製出台澳門歷史上首個全面系統的產業多元發展規劃，持續推動“1+4”產業的發展，深合區也取得了新的發展成效[74]。
- 特區公報刊登行政長官公告，公佈《全國人民代表大會常務委員會關於授權澳門特別行政區對廣東省珠海市拱北口岸東南側相關陸地和海域實施管轄的決定》[75]。

## 2月20日
- “澳氹第四條跨海大橋徵名活動”評選委員會選出五個參考名稱──「澳門大橋」、「新城大橋」、「鏡海大橋」、「銀禧大橋」及「濠江大橋」。政府將在五個參考名稱中，決選一個最終名稱[76]。
- 全澳首例採用盾構施工方法進行開挖及建造大直徑污水壓力管道，完善新口岸污水渠截流管設計連建造工程已竣工，新建污水管道已完成測試並投入運行[77]。
- 兩日內先後發生三宗涉及住宅大廈外牆石屎、牆磚或紙皮石疑剝落墮街，其中兩宗更引致居民受傷及車輛受損，不排除涉及日久失修[78]。
- 澳門著名音樂人吳國恩等人於澳門兩間Neway分店消費時發現其所創作的流行音樂作品在未經許可授權的情況下被公開播放使用並用於商業運作，並當時向澳門海關舉報涉嫌音樂版權侵權行為，海關關員接案後隨即到場展開調查了解。多家傳媒記者到場進行訪問時發現，報案人吳國恩稱其亦是作曲家、作家及出版社協會（MACA）行政總裁，並表示就上述侵權事件，已透過司法訴訟方式向檢察院及初級法院提出刑事檢舉和民事訴訟[79]。

## 2月21日
- 橫琴粵澳深度合作區經濟發展局發出通告，由當天起至29日開展“二線”通道出島通行及查驗全流程綜合壓力測試工作[80][81]。
- 交通諮詢委員會“簡化手續及安全工作小組”日前舉行工作會議。期間重點探討東望洋街近馬大臣街上落客貨區情況。按照警方提供資料顯示，2024年1月已檢控近300宗行人違規，也錄得4宗交通事故，有委員認為應顧及商戶及居民的上落客貨需要，建議保留有關上落客貨區，並考慮以其他方式，例如增設交通燈、指示牌、警示及宣導等，引導行人安全過馬路[82]。

## 2月22日
- 澳門司警聯同澳門海關破獲一宗偷渡集團案，拘捕一名集團成員和四名男女偷渡客；案情指，司警早前接獲情報，有偷渡集團將會運送偷渡客來澳，隨後通知海關於黑沙海灘一帶近龍爪角進行部署，隨後於2月21日凌晨對集團成員和偷渡客進行“收網”，涉事可疑快艇在海關快艇追截期間逃去[83]。
- 警察總局統籌及協調轄下各執法部門於1月22日至2月18日開展“冬防行動2024”，行動有效保障各大型節慶活動的順利舉行，阻卻不法分子伺機作案，並嚴厲打擊及震懾各類犯罪活動[84]。

## 2月23日
- 國家移民管理局公佈，中華人民共和國國務院批准增加陝西省西安市、山東省青島市為港澳個人遊城市，並自2024年3月6日起在兩市為符合條件人員簽發往來港澳“個人旅遊簽注”。行政長官賀一誠代表澳門特別行政區政府衷心感謝中央人民政府，再次體現中央對澳門特區持續發展的深切關懷和大力支持[85]。
- 統計暨普查局資料顯示，1月入境旅客按年增加1.0倍至2861609人次，恢復至2019年同期83.5%；與2023年12月比較則下跌2.8%[86]。
- 筷子基近綠楊花園一工程地盤上午發現一尊古炮，警方、海關及消防到場處理相信並沒有危險，古炮交由文化局運走作進一步分析及研究[87]。
- 環保團體向澳門特別行政區政府總部遞信，超過1,600名市民透過聯署反對於路環南部填海興建「生態島」，保育人士提醒，海上堆填造成的損害不可逆轉，做法不負責任。保育龍爪角對開海域不只是保護中華白海豚，也是保護下一代善用海洋的權益[88]。
- 澳門司警拘捕一名中國大陸籍男子，涉嫌最少四宗本澳新春期間發生的巴士盜竊案，四名男女均於擠迫的巴士上被人盜取錢包及金鏈，合共損失8,100多元，並追緝一名在逃同伙下落[89]。

## 2月24日
- 澳門農曆新年花車巡遊匯演及澳門農曆新年煙花表演完滿落幕，最後一場“歡樂春節─龍馬精神煙花匯演”於當天元宵節晚上上演。首兩場煙花匯演現場已吸引超過16萬人次觀看，兩場花車巡遊匯演現場累計共吸引近7.9萬人次觀看，透過微信小程式互動遊戲推廣期間超過6.8萬人次參與抽取豐富獎品，大大增加活動傳播聲量[90]。

## 2月25日
- 因應內港南雨水泵站及下水道工程推進，區內實施新一輪臨時交通措施。有部分駕駛者和行人不知道或不清晰有關臨時交通措施，又認為現場周邊指示牌等有待加強完善。居民與商戶均期望工程盡快完成，降低影響[91]。

## 2月26日
- 為配合內港南雨水泵站及下水道工程推進，下環街及河邊新街周邊多處臨時交通管制措施擴大。在臨時實施後的首個工作日，繁忙時段周邊一帶道路塞車情況較往日明顯，部分路段、路口情況混亂，引起不少民怨。有市民反映現場指示不足，紅綠燈轉換太快等；兩海坊會建議利用附近道路如鹽巷及河邊新巷等分流，隨著工程推進，可逐步解除部分交通措施，釋出更多行車路段[92]。
- 經濟財政司司長李偉農出席澳門中華總商會舉辦的工商業座談會，與業界交流、聆聽意見。率先對外披露新一期失業率為百分之2.2、本地居民失業率為百分之2.8，兩者均較上一期下降0.1%。他又預料2024年本地生產總值會有約一成增長，恢復至疫前約九成水平[93]。
- 公共資產監督管理局公開澳門基金會2023年第四季的資助名單，總額接近1億澳門元，當中超過1,000萬元的資助有四筆，全年共發出超過5.7億元資助[94]。

## 2月27日
- 社會文化司長歐陽瑜表示，就氹仔運動場的韓團演唱會舉行前後的有關爭議繼續檢討，指主辦方正對草地進行修復工作，預計3月可完成，費用由演唱會主辦方負責；另外擬成立專責小組，對戶外表演活動作審批和管理和就舉辦大型戶外活動選取合適的臨時選址[95]。社文司另表示澳門協和醫院由3月起將會先向由衛生局轉介的個案提供部分專科檢查服務，5月再逐步向轉介個案開放專科門診服務[96]。對於春節前夕由業主上門收租期間發現西墳馬路一對中老年母女在住所死去超過一年後始被發現的個案，引起社會關注雙老、獨居長者的社區支援問題。社會文化司長歐陽瑜表示，政府除考慮透過現行的機制及社會服務網絡跟進長者情況外，正研究透過科技或透過房屋局與長者住戶預先簽定同意書入屋等方法下，希望更早發現社區隱蔽個案。社會工作局局長韓衛表示，將會平衡私隱及長者生活，透過合適方式和機制，及早發現社區隱蔽個案[97]。
- 體育委員會舉行全體會議，介紹《2024年度一般財政資助計劃》、《專項財政資助計劃》、《精英及集訓隊運動員培訓資助計劃》，同時介紹體育設施範疇的工作情況，包括大型體育設施規劃及重整工作，體育設施的優化措施，以迎合不同場地使用者的需要；並向委員報告了第十五屆全運會的籌備進展，包括推進澳門賽區志願者招募及培訓，並為擬承辦項目舉辦測試賽及制訂具體接待方案等[98]。
- 澳門賽馬會結業爭議不斷，一群港澳馬主稱因未能與馬會就賠償損失達成共識，向特首賀一誠發公開信，要求當局介入並敦促馬會作出合理賠償。該公開信披露，馬會只願向馬主提供運送馬匹費用補助上限廿萬（運外地）及三萬元（運內地），而馬主們認為為這僅彌補他們部分損失，並不足夠，要求馬會就每匹馬價值給予合理補償。不過馬會回覆表明不能作額外補償，並表明該會長期虧蝕眾所周知，其決定買馬實要做好投資風險評估管理[99]。

## 2月28日
- 因應太陽城集團、陳榮鍊案而誕生的《打擊非法賭博犯罪法》法案，於29票贊成、3票棄權下獲一般性通過。行政法務司司長張永春強調，是次修法目的之一是引入夜間搜查和卧底等有別一般刑法手段，是有必要和需要的，以讓執法部門更能搜證，更好地將有關犯罪繩之於法[100]。對於賭場「換錢黨」及衍生的犯罪問題禁之不絕，但在《打擊非法賭博犯罪法》法案時有議員關注法案未有處理「換錢黨」的非法兌換刑事化的問題，行政法務司司長張永春表明，政府現取態是認同把非法兌換貨幣行為刑事化以加強打擊，而具體刑事化的範圍，如一律、涉賭加重罰或只針對涉賭等不同選擇，當局持開放態度、願聽議會意見[101]。
- 澳門立法會全票一般性通過為落實維護國家安全和「愛國者治澳」原則的《就職宣誓法》修法案，行政法務司司長張永春透露，未來公務員宣誓也參考是次提出的書面聲明之宣誓做法[102]。另一般性通過《1976年至1993年公佈的若干法律及法令的適應化及整合》法案，其主要內容包括對上述年間頒佈且仍生效的若干法規作適應化及整合；對若干與現行法律制度不協調甚至無法執行的法規，在不改變其原有政策下作輕微修改；確認於2019年後被默示廢止或失效的規定的不生效狀況；明確既得權利和已確立的法律狀況不受法案的生效影響；明示廢止若干已沒有存在價值的規定；重新公佈經適應化及整合的法規[103]。
- 《經濟房屋及夾心房屋的樓宇獨立單位的移轉制度》法案獲澳門立法會一般性通過，運輸工務司司長羅立文表示，該法案將不會對購買經濟房屋及夾心房屋的小業主有任何改變[104]。
- 澳門金融管理局公佈2023年全年錄得289.8億的投資收益，年度回報率為5.2%。截至年底，財政儲備的資本金額為5804.7億；其中，基本儲備及超額儲備分別為1520.6億及4284.1億[105]。
- 保安司公佈2023年全年的整體罪案數量高於2022年，但非常接近2019年。暴力犯罪總數較疫情前大幅下降，其他大多數類型的犯罪也較2019年有不同程度的降幅，但電訊網絡詐騙及勒索案件的數量則出現明顯上升[106]。

## 2月29日
- 受澳車北上影響又沒受惠旅遊復甦，北區商戶「叫苦連天」！為引澳人北區消費，政府與商會將於3月中旬起合辦為期四個多月的「周末北區消費大獎賞」活動。當中政府「出雞」投放2,000萬元做電子優惠，冀在三倍核銷下拉動出逾6,000萬元消費[107]。
- 交通事務局直接判給「澳大創科有限公司」由3月1日起展開「澳門交通出行調查2024」，金額為448萬元，並把所有收集的數據編成資料庫，為制定更精準交通政策和規劃提供重要的參考依據，同時計劃於2025年對《澳門陸路整體交通運輸規劃》進行中期檢討[108]。
- 兩名中國大陸籍男子日前來澳冒認當地某大型企業高層，於澳氹多個娛樂場外向途人訛稱輸錢，以威逼方式借錢，最少17名以大學生為主的市民受騙。澳門司警據報拘捕兩人，並聯絡當中八名事主，合共損失6,000多元，呼籲其他受害者向當局報案[109]。